# Roland Borșa
Roland Borșa (... – 1301) era un voivoda della Transilvania, proveniente da un'antica famiglia originaria di Borșa (Distretto di Cluj) sul fiume Someșul Mic.
Il ramo di Bihor della famiglia sembra formatosi nel XII secolo, mantenendo i rapporti con il ramo transilvano.

## Biografia

### Primo dominio (1282)
Roland Borșa, sostenitore della politica centralista di Ladislao IV d'Ungheria, divenne voivoda di Transilvania nella primavera 1282. Nel luglio-agosto 1282 partecipa alla campagna contro la nazione a Aba. Nell'agosto 1282 ebbe un ruolo decisivo nella vittoria sul lago di Hod, contro i ribelli cumani. Anche se forte di questi successi, il re Ladislao favorì l'aristocrazia obbligando Roland Borșa a rinunciare alla funzione di voievoda in favore di Apor Pec.

### Secondo dominio (1284 - 1285)
Tornato in alto nella gerarchia nel 1284, Roland Borșa affrontò l'avanzata dei tatari nel 1285, con onore da parte del popolo transilvano. Per governare le province dei Carpazi, Roland Borșa nominò un vice voivoda dal ramo transilvano della famiglia, Ladislau Borșa da Sânmărtin.

### Organizzazione del voivodato e ultimo dominio
A quel tempo venne dichiarato in Transilvania un regime congregazionale, sistema di governo della nobiltà del territorio. La prima congregazione si è tenuta nel 1288, presso la „satul cruciaților” (villa cruciferorum) in terra Turda. Senza possedimenti in Transilvania, Roland Borșa non ebbe risultati di autorità con la congregazione dei nobili.
Entrato in conflitto con il re Ladislao IV, Roland Borșa fu messo da parte nelle funzioni di voivoda nel 1285, e ritornò al potere nel 1288. La faida, contro i fratelli, avvenne con l'assassinio a Cheresig (1290). Le sue ambizioni lo portarono a scontrarsi con Andrea III d'Ungheria degli Arpadi. Inviso alle truppe regali durante la guerra civile del 1294, Roland Borșa fu estromesso come voivoda di Transilvania e le proprietà confiscate. Morì nel 1301.